# Associazione Calcio Ancona 2005-2006
Questa pagina raccoglie le informazioni riguardanti l'Associazione Calcio Ancona nelle competizioni ufficiali della stagione 2005-2006.

## Rosa
| N. |                    | Ruolo | Calciatore             |
| -- | ------------------ | ----- | ---------------------- |
|    | Italia (bandiera)  | D     | Riccardo Bocchini      |
|    | Brasile (bandiera) | C     | Carlos Cassiano Bodini |
|    | Italia (bandiera)  | A     | Antonino Bonvissuto    |
|    | Italia (bandiera)  | C     | Alessandro Borgese     |
|    | Italia (bandiera)  | A     | Andrea Bucchi          |
|    | Italia (bandiera)  | C     | Simone Ceccobelli      |
|    | Italia (bandiera)  | C     | Luca Cichella          |
|    | Italia (bandiera)  | A     | Andrea Conti           |
|    | Italia (bandiera)  | C     | Francesco D'Aniello    |
|    | Italia (bandiera)  | D     | Fabio Di Sauro         |
|    | Italia (bandiera)  | D     | Alessandro Fogacci     |
|    | Italia (bandiera)  | A     | Antonio Gaeta          |
|    | Italia (bandiera)  | D     | Cristiano Gagliarducci |
|    | Italia (bandiera)  | D     | Dario Ghiandi          |

| N. |                    | Ruolo | Calciatore           |
| -- | ------------------ | ----- | -------------------- |
|    | Italia (bandiera)  | C     | Luigi Giandomenico   |
|    | Italia (bandiera)  | D     | Roberto Gimmelli     |
|    | Italia (bandiera)  | D     | Giovanni Langella    |
|    | Italia (bandiera)  | D     | Luigi Malafronte     |
|    | Francia (bandiera) | A     | Nassim Mendil        |
|    | Italia (bandiera)  | C     | Crocefisso Miglietta |
|    | Italia (bandiera)  | P     | Davide Morello       |
|    | Italia (bandiera)  | C     | Francesco Mortelliti |
|    | Italia (bandiera)  | A     | Andrea Mussi         |
|    | Italia (bandiera)  | P     | Alessio Recchi       |
|    | Albania (bandiera) | A     | Xhulian Rrudho       |
|    | Italia (bandiera)  | D     | Andrea Soncin        |
|    | Italia (bandiera)  | C     | Alessandro Teodorani |